# M2-PK
M2-PK, también llamada piruvato quinasa M2 o PKM2 es el nombre de una isoenzima de la piruvato quinasa. La piruvato quinasa es una enzima clave en el proceso celular de metabolización de la glucosa (glucólisis), catalizando el paso de fosfoenolpiruvato a piruvato y generando energía en forma de adenosín trifosfato. Esta isoenzima se expresa especialmente en las células en estado de multiplicación rápida, como ocurre en las células cancerosas, basándose en esta circunstancia y en la propiedad que tiene de pasar inalterada a través del intestino, formando parte de las heces, puede utilizarse como marcador tumoral y realizar su determinación en heces con la finalidad de detectar de forma prematura la existencia de cáncer de colon.

## Enfermedad inflamatoria intestinal
Los niveles elevados de M2-PK pueden detectarse tanto en sangre como en heces. La determinación de M2-PK en heces es una prueba de bajo coste que puede realizarse mediante la técnica de ELISA. Se han realizado diferentes estudios para comprobar si su determinación puede ser de utilidad como marcador biológico para diagnosticar la existencia de enfermedad inflamatoria intestinal, pero no se ha determinado con suficiente precisión su posible utilidad.